# Liste der Flugplätze in Dänemark
Dies ist eine Liste der Flugplätze in Dänemark. Sie beinhaltet sowohl Flughäfen als auch Militärflugplätze.
| Ort                             | IATA-Code                       | ICAO-Code                       | Name des Flughafens             |
| Zivile Flugplätze und Flughäfen | Zivile Flugplätze und Flughäfen | Zivile Flugplätze und Flughäfen | Zivile Flugplätze und Flughäfen |
| ------------------------------- | ------------------------------- | ------------------------------- | ------------------------------- |
| Aalborg                         | AAL                             | EKYT                            | Flughafen Aalborg               |
| Aarhus                          | AAR                             | EKAH                            | Flughafen Aarhus                |
| Aarhus                          |                                 | EKAC                            | Wasserlandeplatz Aarhus         |
| Ærø / Marstal                   |                                 | EKAE                            | Flugplatz Ærø                   |
| Anholt                          |                                 | EKAT                            | Flugplatz Anholt                |
| Billund                         | BLL                             | EKBI                            | Flughafen Billund               |
| Bornholm                        | RNN                             | EKRN                            | Flughafen Bornholm              |
| Esbjerg                         | EBJ                             | EKEB                            | Flughafen Esbjerg               |
| Hadsund                         |                                 | EKHS                            | Flugplatz Hadsund               |
| Herning                         |                                 | EKHG                            | Flughafen Herning               |
| Kalundborg                      |                                 | EKKL                            | Flugplatz Kalundborg            |
| Karup                           | KRP                             | EKKA                            | Flughafen Karup                 |
| Kolding                         |                                 | EKVD                            | Flughafen Kolding               |
| Kopenhagen                      | CPH                             | EKCH                            | Flughafen Kopenhagen-Kastrup    |
| Kopenhagen                      |                                 | EKCC                            | Wasserlandeplatz Kopenhagen     |
| Kruså / Padborg                 |                                 | EKPB                            | Flugplatz Kruså-Padborg         |
| Læsø                            | BYR                             | EKLS                            | Flughafen Læsø                  |
| Lemvig                          |                                 | EKLV                            | Flugplatz Lemvig                |
| Lolland-Falster / Maribo        | MRW                             | EKMB                            | Flughafen Lolland Falster       |
| Morsø                           |                                 | EKNM                            | Flugplatz Morsø                 |
| Odense                          | ODE                             | EKOD                            | Flughafen Odense                |
| Randers                         |                                 | EKRD                            | Flugplatz Randers               |
| Ringsted                        |                                 | EKRS                            | Flugplatz Ringsted              |
| Roskilde                        | RKE                             | EKRK                            | Flughafen Kopenhagen-Roskilde   |
| Samsø                           |                                 | EKSS                            | Flugplatz Samsø                 |
| Sindal                          | CNL                             | EKSN                            | Flughafen Sindal                |
| Skive                           | SQW                             | EKSV                            | Flughafen Skive                 |
| Sønderborg                      | SGD                             | EKSB                            | Flughafen Sønderborg            |
| Spjald                          |                                 | EKSD                            | Flugplatz Spjald                |
| Stauning                        | STA                             | EKVJ                            | Flughafen Stauning              |
| Svendborg / Tåsinge             |                                 | EKST                            | Flugplatz Südfünen              |
| Thisted                         | TED                             | EKTS                            | Flughafen Thisted               |
| Tønder                          |                                 | EKTD                            | Flugplatz Tønder                |
| Vesthimmerlands                 |                                 | EKVH                            | Flugplatz Vesthimmerlands       |
| Viborg                          |                                 | EKVB                            | Flugplatz Viborg                |
| Vojens                          | SKS                             | EKSP                            | Flughafen Vojens                |
| Militärflugplätze               |                                 |                                 |                                 |
| Aalborg                         | AAL                             | EKYT                            | Militärflugplatz Aalborg        |
| Karup                           | KRP                             | EKKA                            | Militärflugplatz Karup          |
| Vojens                          | SKS                             | EKSP                            | Militärflugplatz Skrydstrup     |